# BTR-3
BTR-3 je oklopni transporter s 8×8 pogonom kojeg je dizajnirala emiratska tvrtka Adcom Manufacturing a proizvodi ga ukrajinski KMDB (Strojarski graditeljsko-dizajnerski ured Harkiv Morozov). Vozilo ima amfibijska svojstva te je ostvarilo veliki izvozni uspjeh u Mijanmaru koji ih je naručio tisuću.

## Karakteristike
Model BTR-3U je opremljen s jedinstvenim borbenim modulom KBA-105 Škval koji uključuje 30 mm top, 7.62 mm koaksialnu strojnicu, 30 mm automatski bacač granata i anti-tenkovske navođene rakete. Ovaj modul je razvio ukrajinski Znanstveno-tehnički centar za vatreno i topničko oružje. Riječ je o vrlo fleksibilnom modulu kod kojeg se postojeće oružje može zamijeniti drugim. 30 mm top uključuje 350 granata dok je 30 mm automatski bacač granata montiran lijevo od topa. Bacač ima 29 granata spremnih za uporabu dok je dodatnih 87 granata smješteno u tri rezervna spremnika. Koaksialna 7.62mm strojnica raspolaže s 2.500 metaka.
Kao protumjere, na BTR-3U je ugrađeno šest 81 mm lansera (po tri sa svake strane) koji mogu ispaljivati dimne i aerosolne granate. Za potrebe ciljanja, zapovjednik vozila koristi promatrački periskop 1PZ-3 i ciljnik TKN-4S Agat koji je integriran s raketnim SUP-om.
U standardnu opremu je uključen sustav za regulaciju tlaka zraka u gumama ovisno o terenu gdje se upravlja vozilom. Pogoni ga Deutzov BF6M1015 dizelski motor snage 326 KS te koristi automatski mjenjač Allison MD3066. Motor i prijenos su podešeni u vozila u KMDB-ovoj tvornici uz tehničku potporu Deutz AG-a i Allison Transmissiona. Sam motor je opremljen sa sustavom za automatsko gašenje požara.
Osim tri člana posade, BTR-3 može prevoziti šest vojnika dok sam transporter ima klima uređaj kako bi se osigurala udobnost posade u vrelim terenskim uvjetima.

## Inačice
- BTR-3U Okotnik: prvotna inačica poznata kao BTR-94K. Vozilo je sovjetskog dizajna ali nije riječ o nadograđenoj verziji BTR-80.[2]
  - Guardian: model namijenjen emiratskim marincima te je opremljen s Buran-N1 topničkom cijevi.
- BTR-3E: model s UTD-20 motorom.
  - BTR-3E1: posljednji model s BM-3 Šturm topničkom cijevi i novim motorom.
  - BTR-3E ARV: inženjerijsko vozilo s vitlom i dizalicom.

## Korisnici
- Ukrajina: očekuje se da će u ukrajinskoj vojsci BTR-3 tijekom nadolazećih godina zamijeniti starija vozila.
- Azerbajdžan:[1] šest BTR-3/12.7.
- Čad:[1] osam BTR-3U.
- Ekvador:[1] naručena su tri BTR-3U.
- Kazahstan:[1] dva oklopna transportera BTR-3E.
- Mjanmar:[1] zemlja je naručila tisuću oklopnih transportera te je do siječnja 2013. dostavljeno 368 BTR-3U.
- Nigerija:[1] 30 BTR-3UN, šest BTR-3UK, četiri BTR-3UR i sedam BTR-3E/14.5.
- Tajland:[1] Tajlandu je isporučeno 96 BTR-3E1[3] po cijeni od četiri milijarde bahta ali je njegova isporuka jedno vrijeme bila odgođena zbog promjena motora i mjenjača. Iako je zemlja izvorno naručila 90 transportera, ukrajinska Vlada im je darovala dodatnih šest. Nakon toga, zemlja je u kolovozu 2011. objavila informaciju o nabavci 121 BTR-3E1 u vrijednosti od pet milijardi bahta.[4][5] Nakon dvije godine, Kraljevska tajlandska vojska je najavila treću nabavu 21 oklopnog transportera (15 BTR-3E1 i šest BTR-3RK).[6]
- Ujedinjeni Arapski Emirati:[1] 90 Guardian vozila za potrebe emiratskih marinaca.